# Orthis
Orthis är ett fossilt släkte av armfotingar.
Deras skal saknar armstöd, har rak låsrand, smalare än skalets bredd, och radial skulptur. Släktet Orthis, som uppdelas i ett flertal undersläkten, uppträder först i kambrium och dör ut i karbon i Gotlands yngre silur finn ett flertal arter av Orthis.